# Finales de la NBA de 1995
Las Finales de la NBA de 1995 fueron las series definitivas de los playoffs del 1995 y suponían la conclusión de la temporada 1994-95 de la NBA. Estas enfrentarían a Orlando Magic ante los Houston Rockets y traerían consigo un gran duelo en la pintura entre dos grandes pívots Shaquille O'Neal en los Magic y Hakeem Olajuwon por parte de los Rockets. Este emparejamiento sería comparado con el de Bill Russell y Wilt Chamberlain en los sesenta.
Los Rockets pasarían a ser el primer equipo en la historia de la NBA que conseguía ganar el campeonato después de haberse clasificado como sexto. Además, sería el primer equipo en ganar a cuatro equipos con 50 victorias en postemporada jugando fuera de casa. Finalmente los Rockets barrerían a Orlando Magic sin permitirles ganar ningún partido; fue la primera vez en la que un equipo ganaba los dos primeros partidos de las finales fuera de casa y además fueron las segundas finales en las que el ganador conseguía no perder ningún partido desde el formato de finales 2-3-2.

## Resumen
| Equipo          | Partido 1 | Partido 2 | Partido 3 | Partido 4 | Total |
| --------------- | --------- | --------- | --------- | --------- | ----- |
| Houston (Oeste) | 120       | 117       | 106       | 113       | 4     |
| Orlando (Este)  | 118       | 106       | 103       | 101       | 0     |

## Camino a las finales
A mitad de temporada los Rockets consiguieron a Clyde Drexler mediante un intercambio con Portland, Clyde casualmente ya había jugado junto con Hakeem Olajuwon en la Universidad de Houston. Houston luchó durante la temporada regular, y gracias a ello consiguió una sexta posición en la Conferencia Oeste. Ellos no esperaban derrotar a Utah Jazz, que poseía un balance de victorias-derrotas de 60-22, pero lo consiguieron y además derrotaron a los San Antonio Spurs (62-20), liderados por el MVP de la temporada regular David Robinson, en las Finales de Conferencia. En la otra conferencia los Suns lideraban en las semifinales de conferencia por 2 partidos a 0. Sin embargo, Houston conseguiría remontar ganando los tres siguientes partidos de la serie. Se enfrentarían a los Spurs antes de alcanzar las finales. Con Shaquille O'Neal y Penny Hardaway, los Magic eran los favoritos para ganar el campeonato. Además en esta temporada, adquirieron al reboteador Horace Grant como agente libre proveniente de Chicago Bulls y consiguieron el mejor balance en el Este 57-25. En su camino a las finales, los Magic vencieron a Boston Celtics, Chicago Bulls e Indiana Pacers.

## Resumen de los partidos

### Partido 1
| 7 de junio                          | Houston Rockets | 120–118                  | Orlando Magic |                                         |  |  |
|                                     | |                          | |                                         |  |  |
|                                     | Estadísticas Olajuwon 31; Smith 23; Drexler 23 Clyde Drexler 11; Robert Horry 8 Smith 9; Olajuwon 7; Drexler 7 Pérdidas: Mario Elie 4; Olajuwon 3 | Recap Pts Reb Asts Otros | Estadísticas O'Neal 26; Anfernee Hardaway 26 Horace Grant 16; O'Neal 16 O'Neal 9; Hardaway 5 Pérdidas: O'Neal 7; Hardaway 3 | Pabellón: Amway Arena, Orlando, Florida |  |  |
| Houston Rockets lideraba serie, 1-0 | |                          | |                                         |  |  |
|                                     | |                          | |                                         |  |  |

### Partido 2
| 9 de junio                          | Houston Rockets | 117–106                  | Orlando Magic                                                                                              |                                         |  |  |
|                                     | |                          | |                                         |  |  |
|                                     | Estadísticas Olajuwon 34; Smith 31; Drexler 23 Olajuwon 11; Horry 10 Drexler 5; Elie 4 Pérdidas: Olajuwon 3; Cassell 2 | Recap Pts Reb Asts Otros | Estadísticas O'Neal 33; Hardaway 32 O'Neal 12; Grant 10 Hardaway 8;O'Neal 7 Pérdidas: Hardaway 5; O'Neal 4 | Pabellón: Amway Arena, Orlando, Florida |  |  |
| Houston Rockets lideraba serie, 2-0 | |                          | |                                         |  |  |
|                                     | |                          | |                                         |  |  |

### Partido 3
| 11 de junio                         | Orlando Magic | 103–106                  | Houston Rockets |                                      |  |  |
|                                     | |                          | |                                      |  |  |
|                                     | Estadísticas O'Neal 28; Hardaway 19; Grant 19 O'Neal 10; Grant 10; Anderson 10 Hardaway 14;O'Neal 6 Pérdidas: O'Neal 4; Hardaway 3; Grant 3 | Recap Pts Reb Asts Otros | Estadísticas Olajuwon 31; Drexler 25; Horry 20 Olajuwon 14; Drexler 13 Drexler 7; Olajuwon 7 Pérdidas: Olajuwon 2; Cassell 2; Horry 2 | Pabellón: The Summit, Houston, Texas |  |  |
| Houston Rockets lideraba serie, 3-0 | |                          | |                                      |  |  |
|                                     | |                          | |                                      |  |  |

### Partido 4
| 14 de junio                     | Orlando Magic | 101–113                  | Houston Rockets                                                                                              |                                      |  |  |
|                                 | |                          | |                                      |  |  |
|                                 | Estadísticas O'Neal 25; Hardaway 25; Shaw 17 O'Neal 12; Grant 12; Anderson 7 Hardaway 5; Anderson 4; Shaw 4 Pérdidas: O'Neal 6; Hardaway 4; Scott 4 | Recap Pts Reb Asts Otros | Estadísticas Olajuwon 35; Elie 22; Horry 21 Olajuwon 15; Horry 13 Drexler 8; Olajuwon 6 Pérdidas: Olajuwon 4 | Pabellón: The Summit, Houston, Texas |  |  |
| Houston Rockets ganó serie, 4-0 | |                          | |                                      |  |  |
|                                 | |                          | |                                      |  |  |